# DShK38重機関銃
DShK38重機関銃（DShK38じゅうきかんじゅう、ロシア語: ДШК：Дегтярёва-Шпагина Крупнокалиберный、デグチャレフ＝シュパーギン大口径）は、ソビエト連邦製の重機関銃である。
愛称はDushka（デューシカ、デーシカ）で、ベトナムでこれと遭遇したアメリカ軍は、Dush-K（ダッシュK）などと呼んだ。

## 概要
DShK38重機関銃は第二次世界大戦以降ソビエト連邦軍の標準重機関銃として使用されている。この重機関銃はヴァシーリー・デグチャレフが基礎設計を行い、ゲオルギー・シュパーギンが装弾機構を改良した。1946年には給弾機構に改良を加えたDShK1938/46（DShKM）が開発され、T-54・T-55・T-62の砲塔上などに搭載された。
その後、ソビエト連邦軍ではDShKは新型でより軽量なNSV重機関銃に更新されて退役したが、DShKは中国（54式重機槍/54式重機関銃）・ルーマニア・パキスタンでライセンス生産されているほか、多くが東側諸国や共産ゲリラ組織への軍事援助に供与された。
また、多くのDShKがアフリカや中東などの地域紛争において、ピックアップトラックなどの荷台に搭載して使用されることも多い。

## 開発・運用
ソビエト連邦軍は1929年に対空用大口径重機関銃の開発を開始した。初期開発はデグチャレフが担当し、1930年に完成したこの重機関銃は"DK"と呼称されていた。しかし、DK重機関銃は給弾機構が30連発ドラムマガジンであるが故にすぐに弾切れを起こしたため、1933年-1935年にかけて少数が製造されるに留まった。シュパーギンは、DK重機関銃の給弾機構をベルト式に変更した改良型を設計し、1939年に"DShK1938"として採用された。
一般的なソ連・ロシアのベルト給弾式機関銃は銃の右側から給弾されるように設計されていることが多いが、DShKは西側諸国の機関銃と同様に左側から給弾されるように設計されている。
DShK1938は多目的に運用される。三脚などに搭載したり、GAZ-AA トラックに3丁搭載しての対空任務や、IS-2重戦車やSU-152自走砲・T-40水陸両用軽戦車などに搭載されての歩兵支援などに使用された。
DShKの三脚はPM1910重機関銃の銃架と同様に牽引用の二輪と防盾が付いており、この銃架は車輪を取り外した後に脚を展開して対空用の三脚架として用いることも可能である。
2014年クリミア危機以降、ウクライナ軍は一部のDShk38を肩撃ち式の歩兵支援用火器に改装して運用している。銃身に大型マズルブレーキと二脚、機関部の後ろにピストルグリップと銃床が追加され、光学照準器を装着することも可能。

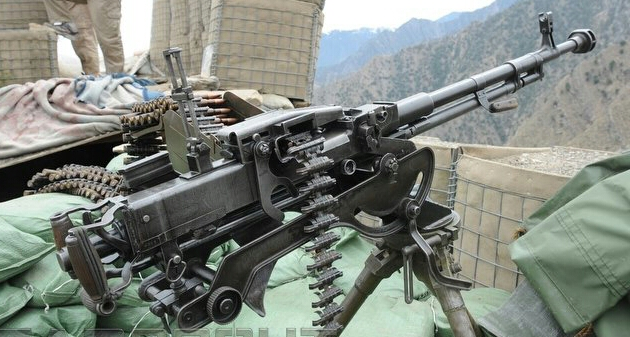
アフガニスタンにおいて防衛陣地に設置されているDShK
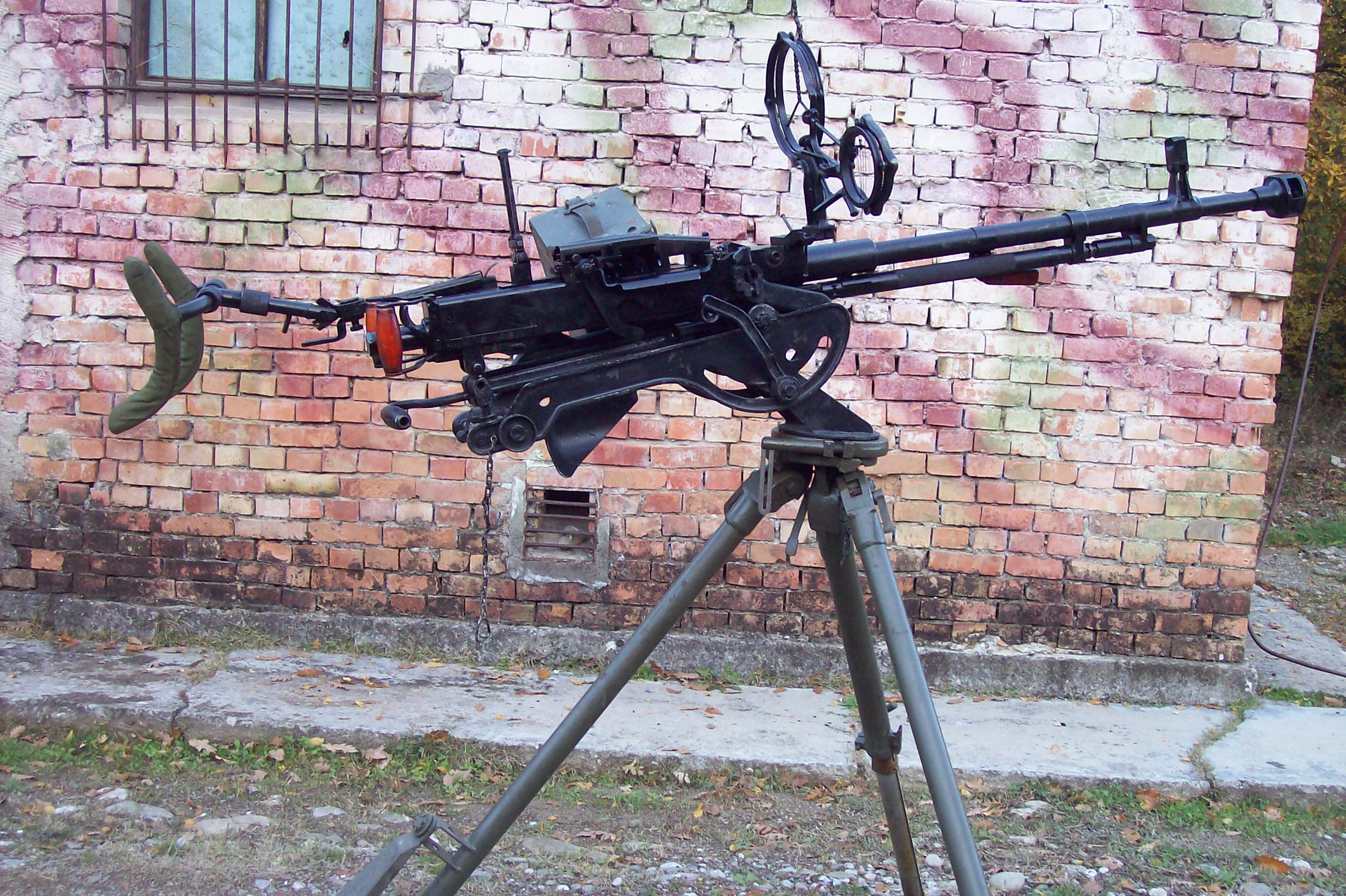
対空用照準器と肩当てを装着した54式重機槍（アルバニアが運用していたもの）
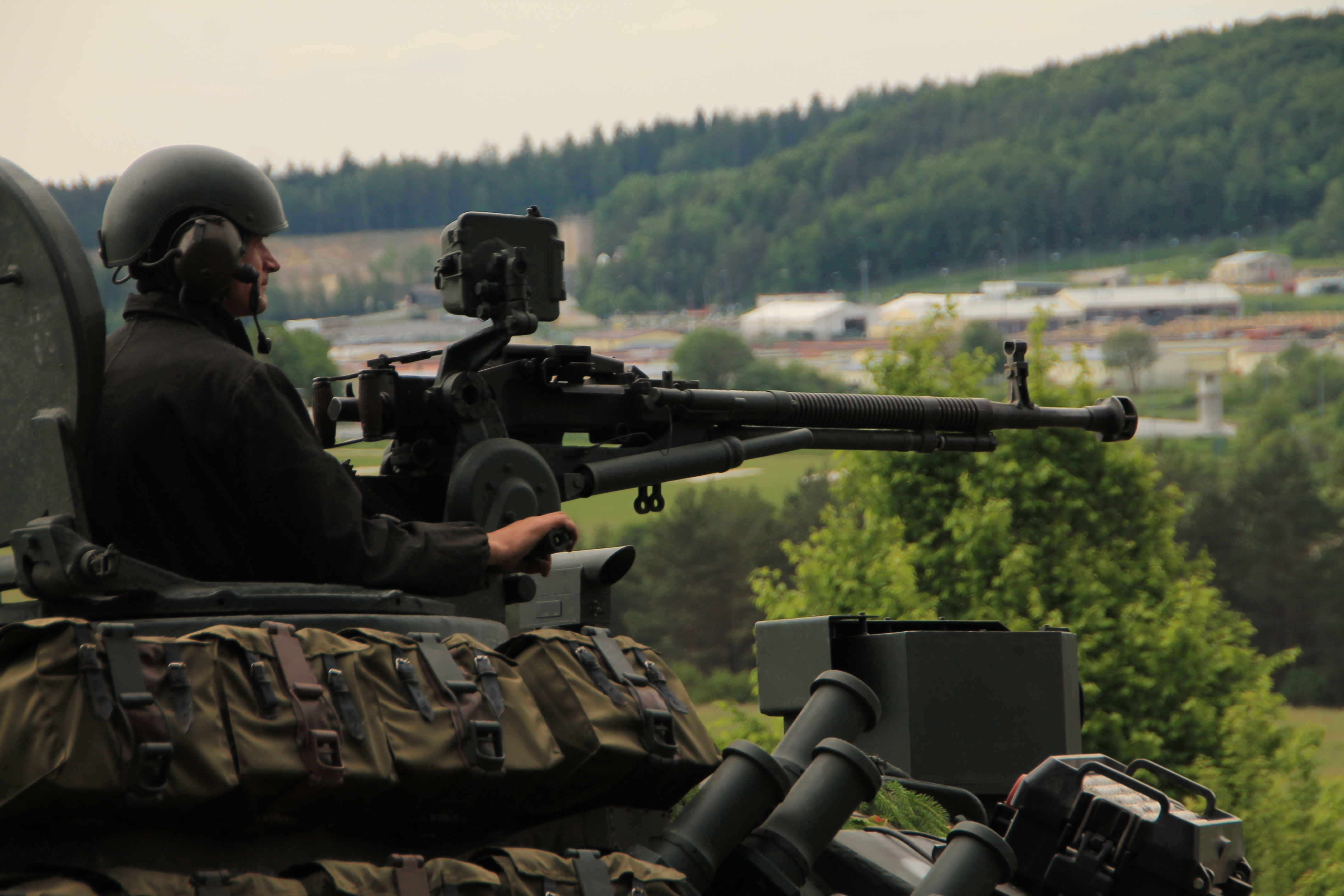
TR-85M1戦車の砲塔上に搭載されたDShKM
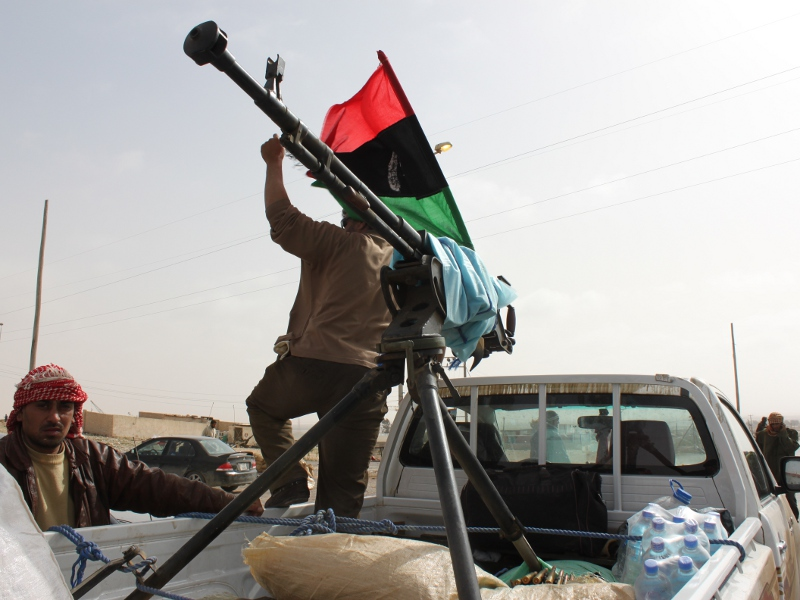
リビア反体制派のテクニカルに車載されたDShKM
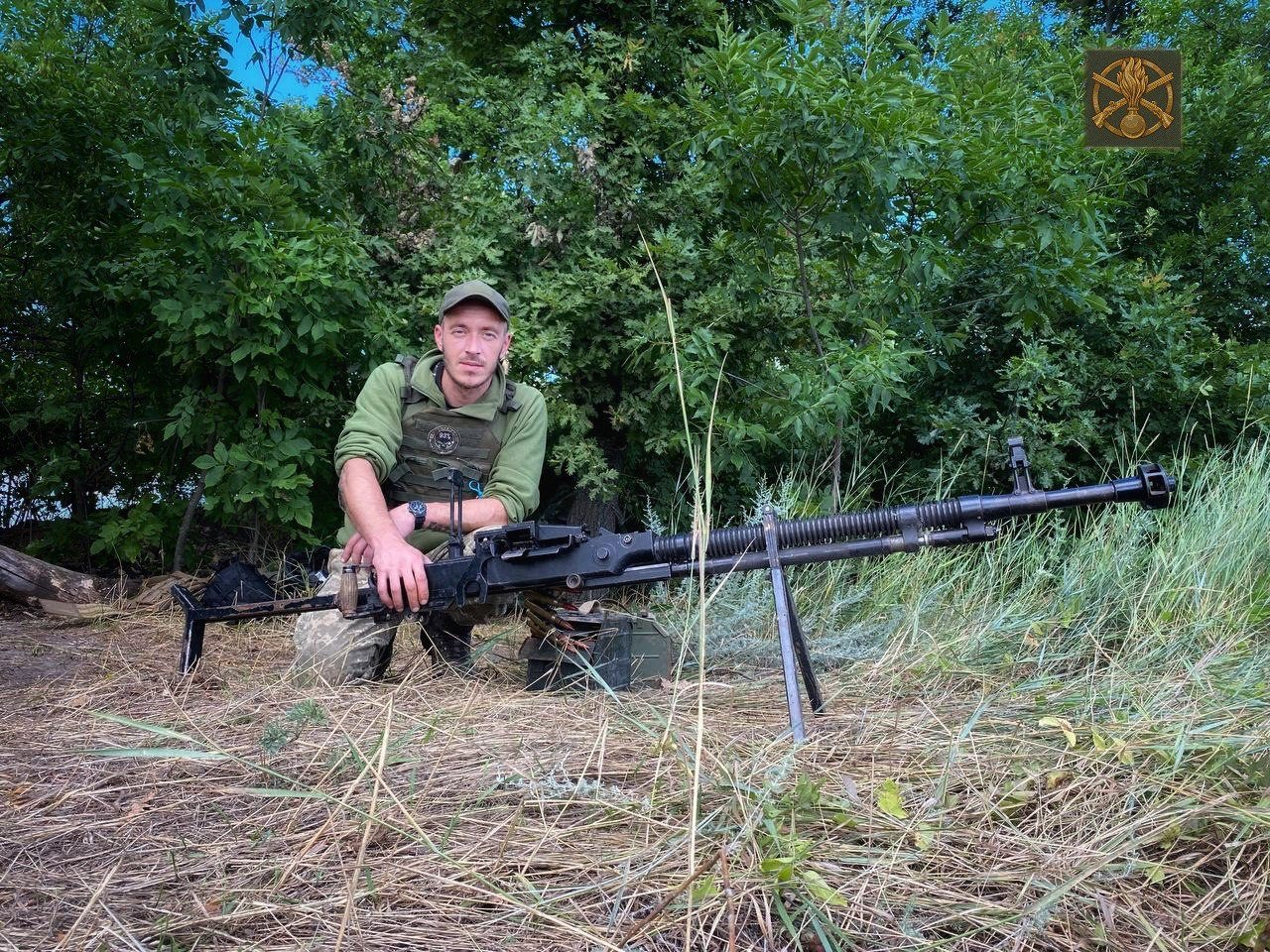
ウクライナ軍のDShKM-TK機関銃。

## 登場作品
DShKは、銃口部のマズルブレーキなど一目でわかる特徴があることなどから、「東側の兵器」として印象づけやすいためか戦争映画の小道具としてしばしば"出演"する。かつてのアメリカ映画ではブローニングM2重機関銃を改造してDShKらしく仕上げたプロップガンが登場することが多かったが、近年では本物のDShKを基にしたプロップガンが使用されることが多い。
M2重機関銃改造のものは、機関部がより単純な箱型をしていることや、銃身が単身のストレート型で下にガスチューブがないことなどから識別できる。

### 映画
『戦火の勇気』
イラク軍の保有するT-55の車載機銃として登場。カレン・ウォールデン大尉らが搭乗するUH-1H医療ヘリに対して使用し、撃墜する。
『ダイ・ハード/ラスト・デイ』
敵のMi-26 ヘイローにドアガンとして搭載されている。
『バイオハザードV リトリビューション』
モスクワエリアの戦闘で、プラーガアンデッドの一部が本銃をUAZ-469に搭載して使用する。
『ブラックホーク・ダウン』
ソマリア民兵がテクニカルに搭載している。
『ブラッド・ダイヤモンド』
革命統一戦線がテクニカルに搭載して使用する。
『ランボー/怒りの脱出』
M60Dにマズルブレーキ、対空サイトなどを付けてDShKに似せたプロップガンが登場する。ジョン・ランボーがベトナム軍基地を襲撃し、捕虜を救出し脱出した直後、茂みから突如現れランボー達を追跡するMi-24 ハインドのドアガンとして搭載されている。ランボー達のUH-1にダメージを与えるも、アメリカ兵捕虜が素早くM134 ミニガンで対抗したため、左側のガンナーを無力化される。なお、このシーンはミニガンの連射力の高さを表現したシーンである。
『ランボー3/怒りのアフガン』
ランボーがムジャーヒディーンの村の機銃陣地にあったDShKを使って、村を襲撃したソ連軍のヘリコプター2機の内1機（SA 341 ガゼル)を撃墜するほか、ソ連軍基地の見張り台にも配置されている。このシーンのロケはイスラエルで行われたため、使用されたDShKは模型では無く、イスラエル国防軍が鹵獲した正真正銘の本物である。しかし情勢悪化の影響で終盤の戦闘シーンはアリゾナ州で撮影された為、ブローニングM2重機関銃を改造したプロップガンも登場している。

『若き勇者たち』
ジョン・ミリアス監督の戦争映画。M60Dをそれらしく改造したプロップガンが各所に登場しており、米軍の中古車両を改造してソ連軍戦車に模した車両にも搭載されている。
『ワンス・アンド・フォーエバー』
北ベトナム軍の陣地付近に据え付けられている。発砲シーンは無し。

### 漫画・アニメ
『OBSOLETE』
第1話などに手持ち式に改造されたものが登場。汎用人型機械エグゾフレームを装備する部隊、アウトキャスト・ブリゲードのエグゾフレームが自動小銃のように使用する。
『ウクライナ混成旅団』
単行本「幻の豹 The Panther in Ukraina 1950」または「独立戦車隊」収録作品。ラーゲリの監視塔に配置されており、暴動を起こしたUPAらに対して機銃掃射を行うが、中川に機銃手を狙撃され、無力化する。
『虐殺器官』
冒頭のグルジアにおける作戦時に現地武装勢力の使用しているテクニカルに搭載されている。
- なお、原作小説においては当該のシーンでは単に「五〇口径」とのみ記述されており、具体的な機種は明記されていない。

『ブラック・ラグーン』
ホテル・モスクワのヴィソトニキ（遊撃隊）が、双子を追い詰める際にピックアップトラックに搭載して使用する。
- アニメ版でも同様のシチュエーションが存在するが、こちらではNSV重機関銃に変更されている。

『ヨルムンガンド』
PMC「エクスカリバー」の隊員がテクニカルに搭載。
『幼女戦記』
ルーシー連邦が三脚に取り付け対空機銃として使用している。

### ゲーム
『ARMA 2』
プレイヤーやAIが操作可能。
『Far Cry 3』
固定機銃や車載機銃として登場。撃ち続けるとオーバーヒートする。
『エースコンバット アサルト・ホライゾン』
SRNがテクニカルに搭載して使用する。
『グランド・セフト・オートV』
テクニカルに対空照準器付きのものが搭載されている。
『コール オブ デューティシリーズ』
『CoD:MW3』
戦車の車載機銃や固定機銃として登場。オーバーヒートなしで撃てる。
『CoD:BO』
GAZ-66に対空照準器付きのものが搭載されており、ソ連軍が使用するほか、プレイヤーも使用可能。
『CoD:BO2』
MPLAが使用する舟艇に搭載されている。対空照準器がついているが、対空用途としては使われず、ほかの舟艇への攻撃に使用する。
『CoD:G』
GAZ-2975の搭載機銃として登場する。
『CoD:AW』
一部ミッションに固定機銃として登場する。

『バトルフィールド バッド カンパニー2』
南ベトナム解放民族戦線勢力側の機銃付き車両の機銃として配備されている。操作可能。
『マーセナリーズ』
北朝鮮反乱軍が使用するBTRとT-54に搭載されている。
『マーセナリーズ2 ワールド イン フレームス』
防盾付きのものが三脚に据えられて様々な場所に設置されているほか、ベネズエラ軍（ソラーノ軍）、中国軍（アジアン軍）が使用する各種車両にも搭載されている。

『メダル・オブ・オナー』
プレイヤーやAIが操作可能。
『メタルギアソリッド3』
核搭載戦車シャゴホッドの前部ユニットに2基が装備されており、主人公であるネイキッド・スネークとの戦闘時に使用される。